# ورنویل گرند
ورنویل گرند (به فرانسوی: Verneuil-Grand) یک کامین در فرانسه است که در Canton of Montmédy واقع شده‌است.

## خصوصیات
ورنویل گرند ۶٫۲۱ کیلومترمربع مساحت و ۲۰۱ نفر جمعیت دارد.